# 1909 en Colombie-Britannique
Chronologie de la Colombie-Britannique
- 1905
- 1906
- 1907
- 1908
- 1909
- 1910
- 1911
- 1912
- 1913

Cette page concerne des événements qui se sont produits durant l'année 1909 dans la province canadienne de Colombie-Britannique.

## Politique

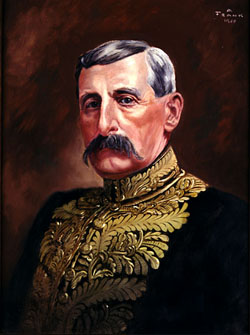
Thomas William Paterson

- Premier ministre : Richard McBride.
- Chef de l'Opposition :  James Alexander MacDonald
- Lieutenant-gouverneur : James Dunsmuir puis Thomas William Paterson
- Législature :

## Événements

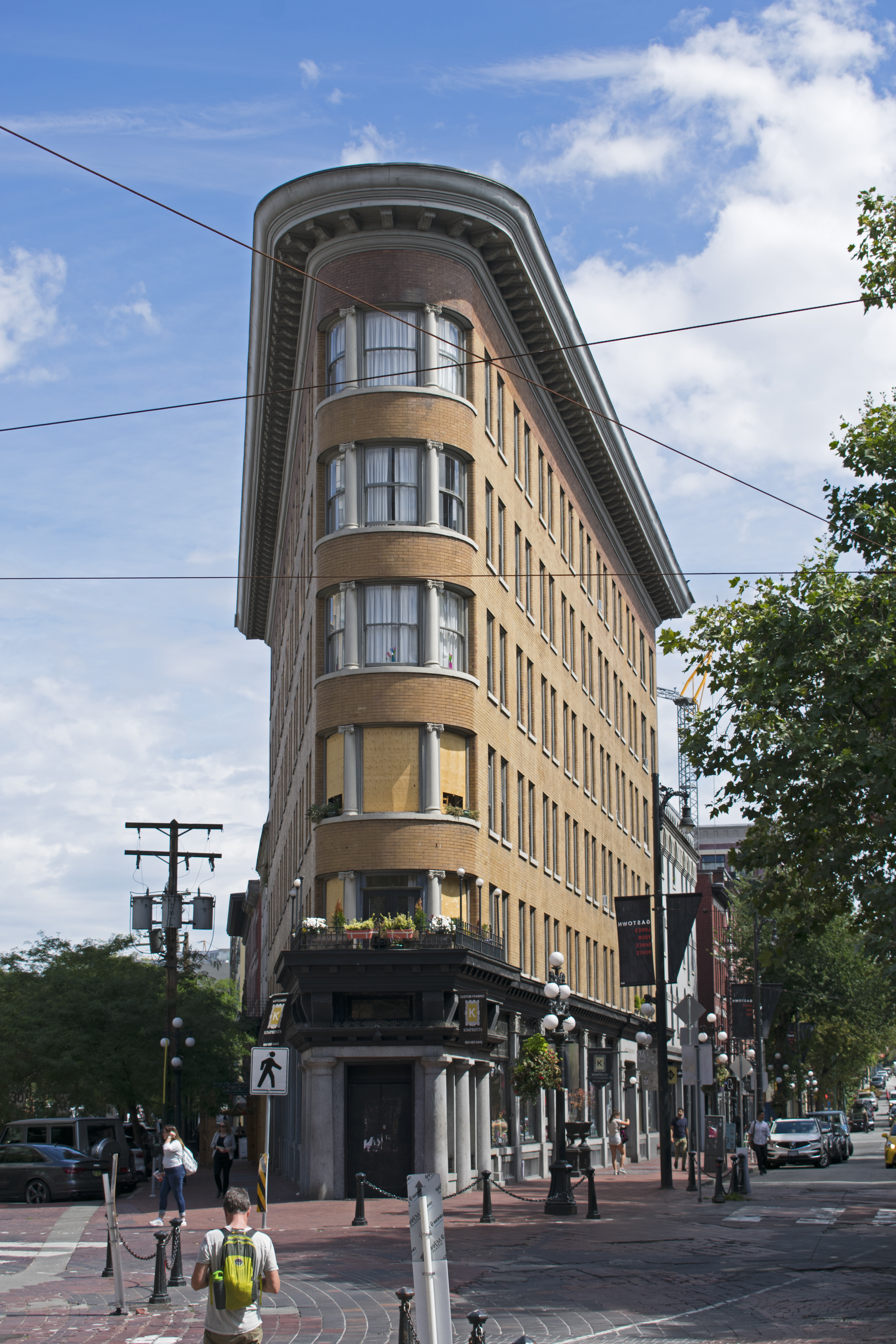
Hotel Europe, Vancouver.

- Fondation de la communauté Maillardville de la ville de Coquitlam, située dans la grande banlieue de Vancouver et cela considère la première (et unique) communauté franco-colombiens de la province.
- Mise en service du  Queensborough Bridge , pont routier (démoli en 1960) qui franchissait la  Fraser river à Richmond[1].

- Achèvement, à Vancouver de l' Hotel Europe, devenu un immeuble de logements sociaux et dont l'autre nom est Flatiron Building du fait de sa forme particulière. Il est situé 43 Powell Street et compte 6 niveaux[2].